# Gerard Claret i Serra
Gerard Claret i Serra (* 10. März 1951 in Andorra la Vella) ist ein andorranischer klassischer Violinist und Musikpädagoge.  Er ist der Sohn des andorranischen Politikers Andreu Claret i Casadessús (1908–2005). Sein Bruder ist der Violoncellist Lluís Claret.

## Leben und Werk
Claret war Schüler von Joan Massià, Gonçal Comellas, León Ara und Enric Casals. In seiner Studienzeit hat er auch mit Narciso Yepes und Maurice Gendron zusammengearbeitet. Er wurde in dem Wettbewerb Tenuto des belgischen Fernsehens und beim Wettbewerb Maria Canals de Barcelona ausgezeichnet.
Seit 1979 bildete er mit dem Pianisten Josep Maria Escribano ein Kammermusikduo. Er war Gründer des Quartetts Ciutat de Barcelona. Er war Mitglied des Trio de Barcelona (1981) und des Quartet Numen. Er leitete das Orquestra Nacional d’Andorra, mit dem er seit 1993 konzertierte.
Er leistete wichtige pädagogische Aufgaben an der Escola de Música de Barcelona, die er zusammen mit seinem Bruder Lluís und dem Pianisten Albert Atenelle gegründet hatte. Er ist Direktor des Festival Internacional Narciso Yepes d’Ordino in Andorra und des Institut Andorrà d’Estudis Musicals (Andorranisches Institut für musikalische Studien).
1998 wurde ihm das Creu de Sant Jordi der Generalitat de Catalunya verliehen. Seit 2000 wirkte er als Vorsitzender der Fundació per a l’escola Superior de Música de Catalunya (Stiftung der Hochschule für Musik Kataloniens).